# Tim Perry
Timothy D. Perry (ur. 4 czerwca 1965 w Freehold) – amerykański koszykarz, występujący na pozycji skrzydłowego.

## Osiągnięcia
NCAA
- Uczestnik rozgrywek:
  - Elite 8 turnieju NCAA (1988)
  - II rundy turnieju NCAA (1985–1988)
- Mistrz:
  - turnieju konferencji Atlantic 10 (1985, 1987, 1988)
  - sezonu regularnego (1987, 1988)
- Zawodnik Roku Konferencji Atlantic 10 (1988)[1]

NBA
- 3-krotny uczestnik konkursu wsadów NBA (1989 – 5. miejsce, 1993 – 7. miejsce, 1995 – 5. miejsce)[2]

Inne
- Zdobywca Pucharu Hiszpanii (1998)[3]
- 3. miejsce w Pucharze Hiszpanii (2001)
- 2-krotny lider ligi ACB w blokach (1998, 2000)[3]